# Vilhelm Andersson
Pour les articles homonymes, voir Andersson.
Kletus Vilhelm Anderson, né le 11 mars 1891 à Stockholm et mort le 21 septembre 1933 dans la même ville, est un nageur et joueur de water-polo sudéois. 
Avec l'équipe de Suède de water-polo masculin, il est médaillé d'argent aux Jeux olympiques d'été de 1912, médaillé de bronze aux Jeux olympiques de 1920 et quatrième aux Jeux olympiques d'été de 1924.
Il participe aussi au 400 mètres nage libre et au 1 500 mètres nage libre des Jeux de 1908 mais est éliminé dès les séries de qualification. Lors des Jeux de 1912, il participe aux deux mêmes courses. Il est à nouveau éliminé en série au 400, mais se qualifie pour les demi-finales au 1.500.